# Taxa de sacrifício
A Taxa de Sacrifício é a perda de produto decorrente do combate à inflação, e pode ser expressa como o quanto se perde de produto para reduzir a inflação em 1 ponto percentual.
A Taxa de Sacrifício é uma proposição do economista Robert Lucas Jr, que observou que a desaceleração da inflação no longo prazo está associada a uma redução da produção de bens e serviços por um certo período, até que os agentes econômicos adaptem-se à nova realidade de formação de preços e reestruturem suas expectativas quanto à Economia. Portanto, o custo social do combate à inflação é a redução do PIB e a elevação da taxa de desemprego.